# Hành hoa
Hành hoa, hay hành hương, hành lá, đôi khi được gọi là hành ta, có danh pháp khoa học là Allium fistulosum L thuộc họ Hành (Alliaceae).
Trong tiếng Anh nó có tên là Welsh onion-bunching onion (hành bụi).
Hành hoa không bao giờ có củ to và chắc như hành tây (onion), hẹ tây (shallot) và có cán hoa (tức lá hành) rỗng và mềm. Ngoài công dụng là một loại rau và gia vị trong việc nấu ăn thì chúng còn được dùng như là cây cảnh khi trồng thành bụi, thành khóm. Hành hoa tiếng Nhật gọi là negi và là một thành phần quan trọng trong nghệ thuật ẩm thực truyền thống Nhật Bản.

## Một vài hình ảnh

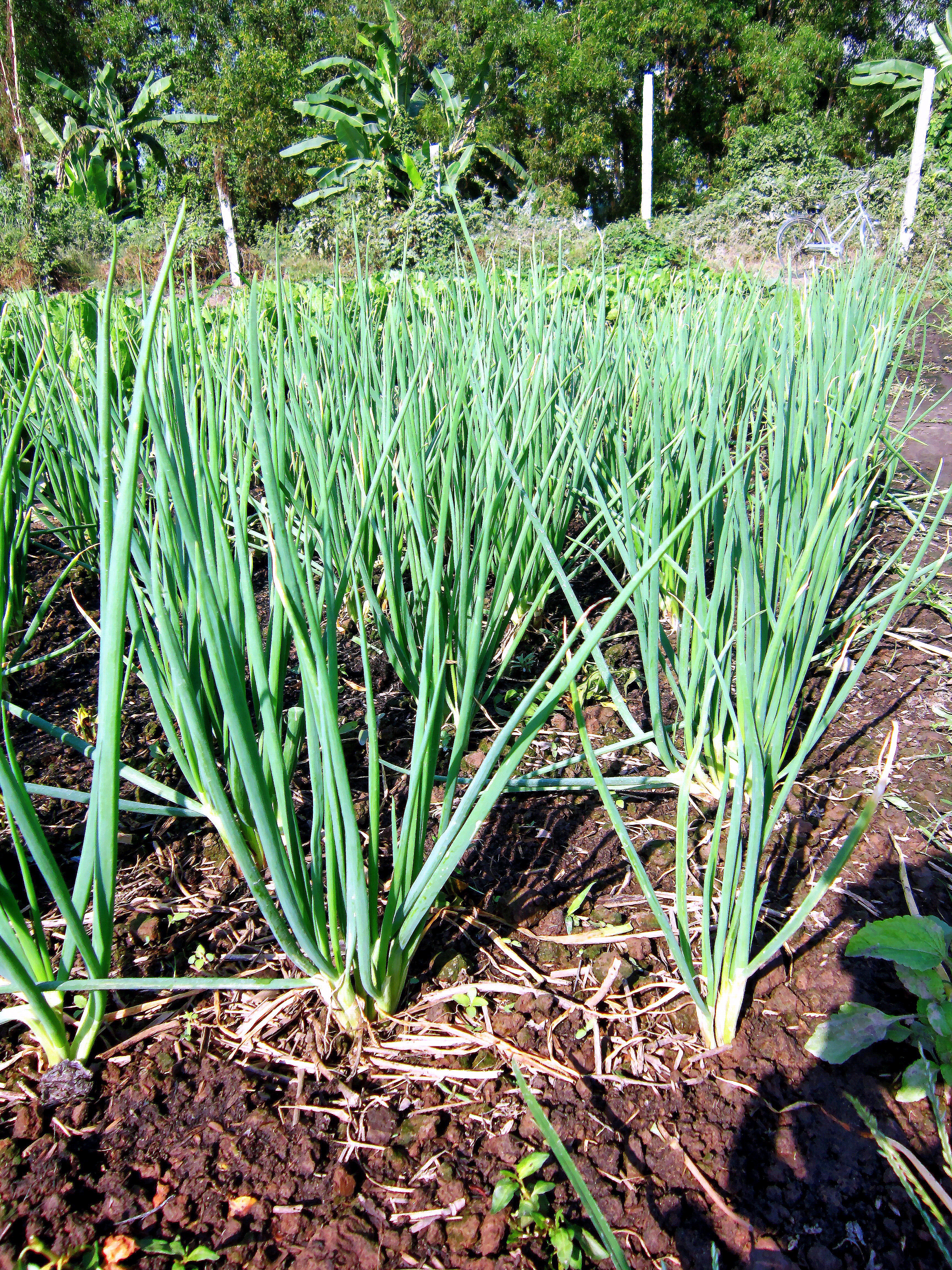
Những bụi hành hoa.
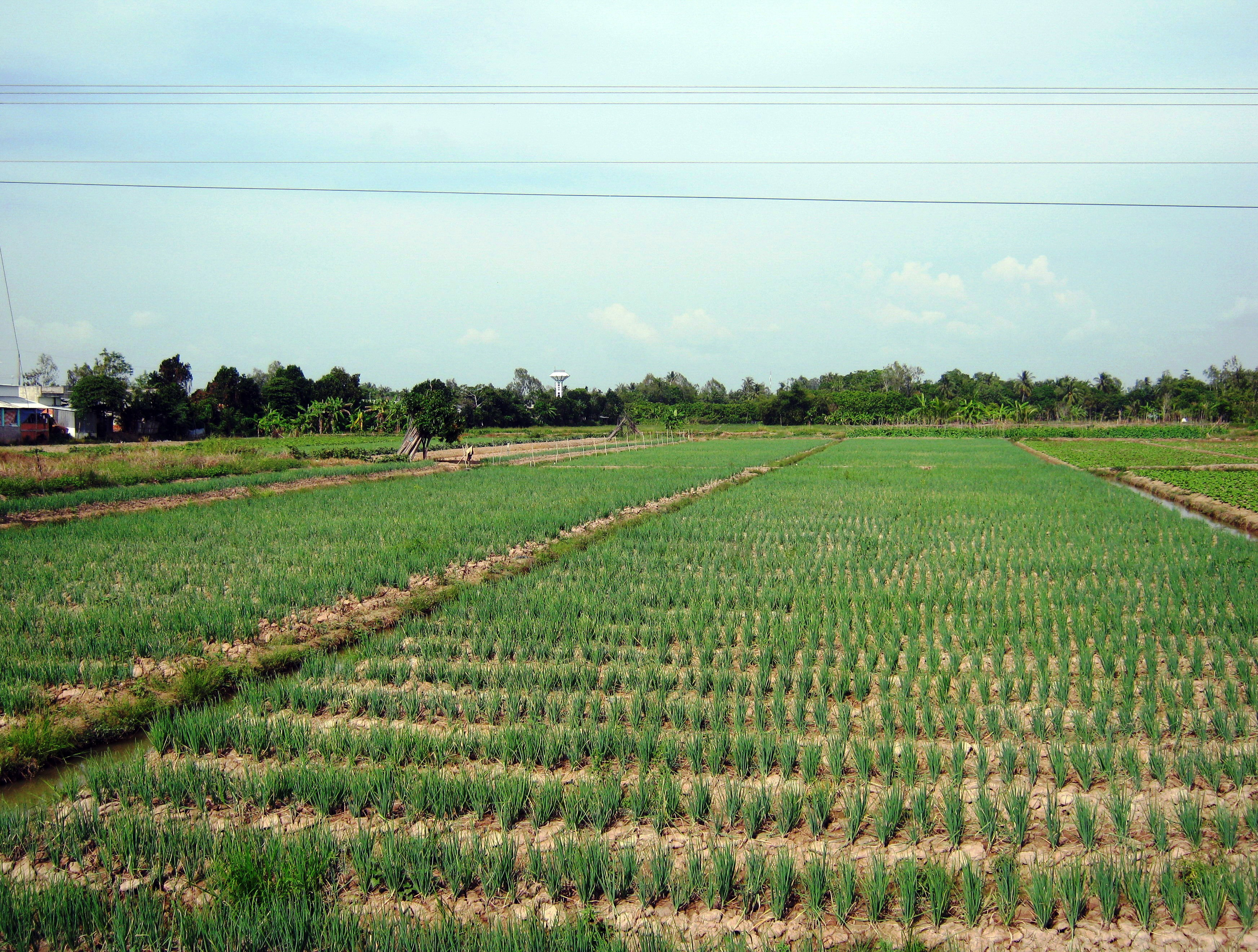
Hành hoa được trồng nhiều ở huyện Bình Tân, Vĩnh Long.
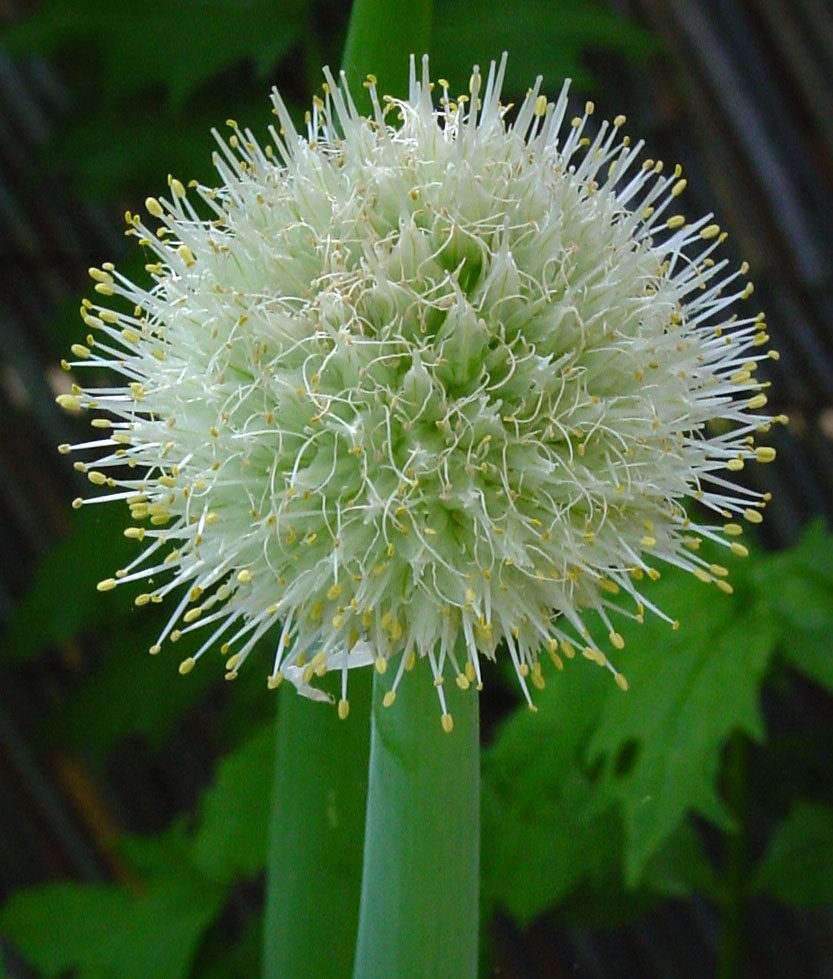
Hoa hành.
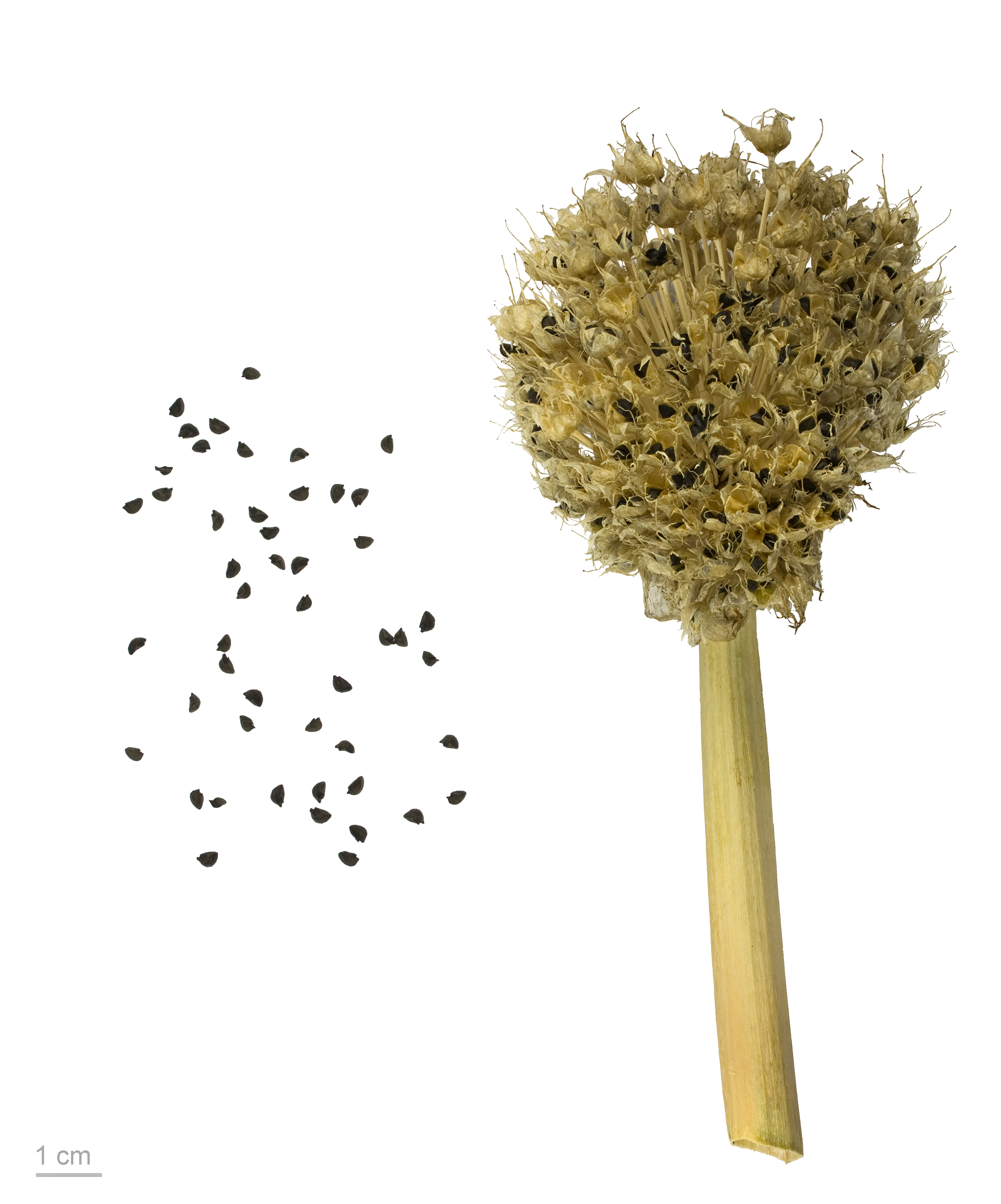
Hoa hành khô và hạt.